# 종비나무
종비나무(樅榧-, 학명: Picea koraiensis)는 가문비나무속에 속하는 구과식물 큰키나무로, 한반도, 러시아, 중국에 분포한다.
고야마가문비나무(Picea koyamae)와 근연이며, 일부 식물학자들 사이에서는 학명이명으로 취급하기도 한다.

## 특징
30m 크기로 자라는 늘푸른나무로, 가슴둘레크기는 0.8m 이상이다. 순은 황갈색이며, 둥글거나 연모가 흩어져 있다. 잎은 바늘 모양이며, 길이 12~22mm에 단면은 마름모꼴이고 기공조선의 색은 짙은 청록색으로 눈에 띈다. 구과는 원통에 가까운 원뿔형이며, 길이 4~8cm 폭 2cm이고, 수분 후 5~7개월이 지나면 연갈색으로 익으며, 뻣뻣하고 고르게 둥근 실편을 가지고 있다.

## 분포
개체수는 적지만 안정적이며, 이를 보호하는 협약은 알려져 있지 않다. 주로 압록강 근처의 한반도 북부와 우수리강 근처의 시베리아에서 발견된다. 중국에서는 북동부 지역인 헤이룽장성, 지린성, 랴오닝성에 제한되어 있다. 또한 연해주 남부 지역에서도 나타날 가능성이 있는 것으로 추정된다.